# Aníbal Hernández
Aníbal Gabriel Hernández de los Santos (Montevideo, 29 giugno 1986) è un calciatore uruguaiano, centrocampista o attaccante del La Luz, di cui è capitano.

## Carriera
Ha giocato nella massima serie uruguaiana e colombiana.